# Svarttjärnarna (Häggenås socken, Jämtland)
Svarttjärnarna är en sjö i Östersunds kommun i Jämtland och ingår i Indalsälvens huvudavrinningsområde.